# Soane Galvão
Soane Galvão Barbosa (Itapetinga, 25 de dezembro de 1968), mais conhecida como Soane Galvão é uma política brasileira, filiada ao Avante. Foi Secretária de Desenvolvimento Social, Desenvolvimento Econômico e Inovação de Ilhéus e atualmente está no exercício de seu primeiro mandato de Deputada Estadual pela Bahia.

## Carreira Política

### Secretária de Desenvolvimento Social de Ilhéus
No dia 9 de janeiro de 2017 foi nomeada pelo prefeito de Ilhéus Mário Alexandre, seu esposo, como Secretária Municipal de Desenvolvimento Social, Desenvolvimento Econômico e Inovação do município, nomeação que gerou críticas por parte da comunidade, em função do nepotismo.

### Secretária de Desenvolvimento Econômico e Inovação de Ilhéus
Em 16 de agosto de 2021 retornou ao quadro do executivo ilheense, mais uma vez nomeada pelo esposo desta vez no cargo de Secretária de Desenvolvimento Econômico e Inovação.
Durante sua passagem pela secretaria, foi responsável pela execução do Programa Qualifica Mais Progredir, uma parceria do município com o Instituto Federal da Bahia, por meio do Ministério da Educação com o objetivo de fornecer cursos de micro empreendedorismo individual, com público alvo a partir de 18 anos com ensino fundamental completo e que sejam usuários do Auxílio Brasil com Cadastro Único.

### Deputada Estadual da Bahia
Em 2022, concorreu ao cargo de Deputada Estadual pela Bahia pelo Partido Socialista Brasileiro, tendo alcançado a vitória com 61.399 votos total equivalente a 0,77% dos votos totais do pleito.

## Controvérsias

### Investigação
Em outubro de 2024 foi alvo de uma investigação da Polícia Federal juntamente com seu marido, então prefeito de Ilhéus por abuso de poder político e econômico, segundo os autos, professores da rede municipal de educação de Ilhéus teriam sido forçados a realizarem campanha para Soane, então candidata a Deputada Estadual pela Bahia. além disso constaram no documento; utilização de carro oficial para transportar material publicitário da então candidata além de servidores públicos da prefeitura de Ilhéus.

## Desempenho Eleitoral
| Ano  | Eleição           | Cargo             | Partido | Partido | Coligação       | Vice | Votos   | Votos | Votos | Resultado | Ref          |
| Ano  | Eleição           | Cargo             | Partido | Partido | Coligação       | Vice | Total   | %     | P.    | Resultado | Ref          |
| ---- | ----------------- | ----------------- | ------- | ------- | --------------- | ---- | ------- | ----- | ----- | --------- | ------------ |
| 2022 | Estadual da Bahia | Deputada Estadual |         | PSB     | Partido Isolado | —    | 221.410 | 0,77% | 36°   | Eleita    | [ 6 ] [ 10 ] |